# ماثيو بالدوين
ماثيو بالدوين (بالإنجليزية: Matthew Baldwin)‏ هو لاعب غولف بريطاني، ولد في 26 فبراير 1986.

## وصلات خارجية
- ماثيو بالدوين على موقع رابطة أوروبا للاعبي الغولف المحترفين (الإنجليزية)
- ماثيو بالدوين على موقع التصنيف العالمي الرسمي للغولف (الإنجليزية)